# Kazmiere Brown
Kazmiere „Kaz“ TeLonna Brown (* 17. Oktober 1996 in Waterloo, Iowa) ist eine US-amerikanische Volleyballspielerin.

## Karriere
Brown begann ihre Volleyballkarriere an der „Cedar Falls High School“ und beim „Six Pack Volleyball Club“ im heimischen Cedar Falls. Seit 2014 spielte die Mittelblockerin für die Kentucky University Lexington, mit der sie 2018 das NCAA-Finale erreichte. Anschließend spielte Brown eine Saison lang beim deutschen Bundesligisten USC Münster.